# Stanisław Jeżowski
Stanisław Jeżowski (Iłżewski) herbu Prus I – pisarz ziemski warszawski.
Poseł ziemi warszawskiej na sejm 1576/1577 roku.